# Живовци
Живовци е историческо село в област Монтана. Неговото изселване, заедно с това на с. Калиманица, започва в 1968 г. Сега е напълно разрушено и по-голямата част от него е залята от водите на открития през 1986 г. язовир Огоста, южно от град Монтана.

## История
Първото писмено сведение за Живовци е османски документ от 1453 г., в който селото е отбелязано с брой на домакинствата – 50. Записано е и в турски документи от 1576 г. като с. Живувча, среща се също през 1607 г. и 1666 г. когато е имало 10 къщи.
За произхода на името има и легенда, според която честите преселвания на жителите в околностите на последното селище, като резултат от набезите и грабежите на башибозуци, даалии, турци и др, след окончателното им преселване са се възприемали като „оцелелите“, „останалите живи“, „живите“ – Живовци.
Църквата в селото е строена от майстор Георги Йованов от с. Росомач, Пиротско (дн. на територията на Република Сърбия) през 1842 г., който заедно с майстор Лило е работил по градежите на църквите в село Каменна Рикса и Лопушанския манастир. В църквата има красива каменна пластика. Около средата на XIX век с. Живовци е имало килийно училище, открито през 1850 г. То се е помещавало във вкопана сграда, в средата на която е имало огнище, а на стената – малко прозорче. Учител, който е завършил това училище е бил Качо Станков, известен тогава със своята „ученост“. Качо Станков, също така е бил избран за депутат в Първото велико народно събрание събрание, както и в Третото велико народно събрание в гр. Търново. През 1878 година по инициативата на старейшината на селото Камен Стаменов Гешков, се построява нова училищна сграда, която се е намирала в черковния двор. През 1894 г. е построено и открито класното училище „В. Левски“.
След Освобождението броят на жителите в с. Живовци се е увеличавал.
| Година  | Брой жители |
| ------- | ----------- |
| 1900 г. | 924 души    |
| 1905 г. | 1035 души   |
| 1910 г. | 1099 души   |
| 1920 г. | 1167 души   |
| 1926 г. | 1272 души   |
| 1934 г. | 1304 души   |
| 1956 г. | 1156 души   |
| 1965 г. | 942 души    |
| 1972 г. | 739 души    |

Нещо различно от другите съседни села е било наличието на две кариери, непосредствено до селището. От първата се е добивало качествен камък за строителство, а от втората камък за поддържане на шосето до града, до с. Боровци и до границите на землището с тези на с. Горно Церовене и на с. Калиманица.
Изселването на жителите на с. Живовци заради язовир Огоста, започнало през 1968 г., приключило в основни линии до към 1970 г. Независимо от това, че почти всички семейства от селото започнали да строят къщи в Монтана, Берковица и някои други селища, немалко от възрастните хора останали да живеят на територията и да се занимават главно с животновъдство.

## Родове
Родовете в селото са: Агите, Биволарците, Баб(л) яците, от тях произлизат Швабите, преселници от с. Горно Церовене, Монтанско; Бучовите, преселници от с. Краводер, Врачанско; Божиновите, Беите, родоначалникът Тодор Младенов – Белята е преселник от с. Гаганица; Биширките, Беломелченете, преселници от с. Белимел, потомци на войводата Върбан Пенов, който е обесен от турците през 1837 г.; Бенчовите, Бурлаците, Бибоците, имат някакво родство с рода Йоцовци; Бръбинците, (възможно е рода Лиловци да произлизат от Брабинците); Ванкините, Витовите и Щръковите са с общ родов корен, имат някакво сродство с Герговите. От Витовите произхожда писателят Иван Давидков; Верениченете, преселници от с. Горна Вереница, от тях произлизат Лесиците; Герговите, имат някакво родство с Витовите и Щръковите; Горановите, Газибарците, Гръньовите, родоначалникът дядо Цонко Гръньов е осиновен от с. Сръбяница (дн. с. Гаврил Геново) и оттам произхожда от рода Щръковите (Цветини), които са преселници от с. Долни Лом около 1796 г.; Гушанченете, преселници от с. Гушанци (дн. с. Замфирово, Берковско), Гатанците, Денкинци, по-ново име на рода Неовци, сродяват с с рода Стаменови; Демеците и Паковци е един и същ род; Денчовите, Дочовите, Дзърките и Луканови е един и същ род; Дзипите, родоначалник им е йерей (свещеник) Трендафил Николов Данчов (поч. 1874 г.) от с. Горно Церовене от рода Данчовци, които са преселници от Македония; Ердакиовите, по-ново наименование на рода Крачуновци; Илиовци, произлизат от рода Денкинци; Йоцовци, по предание са преселници от с. Росумач, днес в Република Сърбия; Кюферете, те са с общ родов корен със Стоянчовци (Чифлиджанете) и Мачоците; Кьосовите, Каравелите, произлизат от рода Т(ъ)рничкови; Кикерелите и Ценкинци е един и същ род; Крачуновци, по старо наименование на рода Ердакиовите; Кировите, произлизат от рода Пенковци; Колдеете, или Колдеите произлизат от рода Цветковци; Лесиците, произлизат от рода Верениченете; Лачовите, Лиячете, родоначалникът Иван Лияча е дошъл на къща от с. Боровци; Лукановци, Луканови и Дзърките е един и същ род; Лиловци, Лилкини, Лешняците, Лазаровите и Дзипите са с общ родов корен; Меките, Молците, Медарците, произлизат от рода Пелишанците, което е по-ново наименование на рода Пеличковите; Маджовите, произлизат от рода Стаменови; Майсторевановите, преселници от с. Сухи дол, Трънско. Потомците твърдят, че са потомци на Свети Атанасий (р. 1740 г. – и умира като заточеник в Солун през 1794 г.). От този род произхожда писателят Анастас Стоянов; Мановите, преселници от с. Костенци, Берковско; Манчовите, преселници от с. Росумач, днес в Република Сърбия, сродяват се по женска линия с рода Ранчовци; Маздраците, Мачоците, произлизат от Чифлиджанете; Неовци, Новоселченете, преселници от с. Ново село (дн. с. Благово, Монтанско); Нисторовите, Нешовите, Пешовите, П(л)яките, Платнарците, според семейното предание са преселници от с. Ново село (дн. с. Благово, Монтанско) и от този род е имало войвода на име Петко; Паунците, Пчеларците, Пецулите, Пръките, по старото им наименование е Козарците; Поповите, произлизат от рода Денкинци; Паковци и Демеците е един и същ род; Пенковци, Пелишанците, по-ново име на рода Пеличковци, от тях произлизат Медарците; Рочковите, родоначалникът Ангел Рочков е преселник от с. Балювица, Берковско; Ранчовци, преселници от с. Росумач, днес в Република Сърбия, сродяват се по женска линия с Манчовите; Стаменови, от тях произлизат Маджовите, сродяват се по женска линия с Денкинци; Стоянчовци (Чифлиджанете), от тях произлизат Кюферете и Мачоците, преселени от Янчов чифлик, който се е намирал между с. Благово и с. Живовци; Сливарете, Сечковите, Сачийте, Суроджийте, Ситнилците, Синигерете, произлизат от рода Т(ъ)рничкови (или Трънярете); Торлаците, преселници от с. Росумач, дн. в Република Сърбия; Т(р)ничкови (или Трънярете), от тях произлизат Каравелите и Синигерете, преселници неизвестно откъде; Торньовци, Ценкинци и Кикерелите е един и същ род; Цветковци, от тях произлизат Колдеите; Цуцуите, преселници от с. Студено буче; Чифлиджанете, от тях произлизат Стоянчовци, Кюферете и Мачоците; Ширийте, преселници от чифлика Беговица в гр. Берковица; Швабите, произлизат от рода Баб(л)яците; и Щръковите и Витовите са с общ родов корен и се сродяват с Герговите.
Има също и две безименни фамилии. Това са родовете на Коно Андреев Стоянов Атанасов (Кона Мацата, 1862 – 1940) и Васил Стаменов (Васил Гяволо, 1860 – 1933). От Живовци в миналото е имало преселени семейства в селата Мърчево и Люта (дн. с. Владимирово), и в гр. Фердинанд (дн. гр. Монтана). Фамилиите Шараньете и Зелките, в с. Владимирово са с родоначалници от Живовци. Също така и фамилия Кожухарови от гр. Фердинанд са преселници от Живовци.

## Видни жители
Сред най-известните живовчани са:
- Качо Станков Каменов (1842 – 1904), учител, търговец и народен представител
- Гаврил Генов (1892 – 1934), комунистическият деец
- Мато Матов Истатков (1903 – 1965), депутат в XXIV ОНС от БРСДП
- Иван Давидков (1926 – 1990), писател
- Анастас Стоянов (1931 – 2004), писател
- проф д.м.н. Тако Андреев Костов (1933 – 1998)
- д-р Рангел Асенов Стоянов, лекар, акушер-гинеколог
- Любомир Константинов Трифонов, заместник-министър на земеделието (преди 1989 г.)
- Веселин Константинов Трифонов (1910-1968) - лесовъд, районен директор на горите за Северозападния район на България - Враца, Видин, Монтана
- Румен Димитров Симеонов, заместник-министър на Социалното министерство при управлението на Симеон Сакскобургготски
- Любозар Емилов Трифонов, бивш директор на Варненската филхармония
- Петър Ангелов Петков (1932 – 2002), учител, директор на училище „Васил Левски“ в с. Живовци; кмет на с. Живовци; и бивш заместник-директор на Монтанския театър
- Димитрина Георгиева (Маркова) (1932 - 2002) - учителка, инспектор за Начална степен в Окръжен съвет за Михайловградски окръг (дн. Областен инспекторат, Монтана).
- Райна Захариева Каменова (1892 – 1977), първата жена-адвокат от Фердинандска околия
- Петко Георгийн, Ботев четник
- Камен Стаменов Гешков (поч. ок. 1886 г.), чорбаджия и старейшина на селото около 30 години
- Стамен Гешков Стаменов, местен възрожденец, деец за църковна свобода и независимост. Заедно със своят син Камен, подпомагат издаването на църковна и възрожденска литература
- Никола Ангелов Иванов (1894-1977), адвокат, кмет на Михайловград (дн. гр. Монтана) през 1944 г.

Село Живовци дава на България много обществено-политически дейци, лекари, висши офицери, журналисти, юристи, икономисти, инженери, учители, музиканти и др.

## Църква „Св. Възнесение“
Градежът на черквата „Свето Вознесение“ започва през 1842 г. и е осветена вероятно през 1858 г. Неин главен майстор е Георги Йованов от с. Росомач, Пиротско. Друг майстор, който е работил по градежа на черквата е Ранчо Пешов (1808 – 1913) също от с. Росомач, но живял в Живовци, където поставя началото на рода Ранчовци. Майсторите поставили покривната конструкция на черквата са Иван Д. Стоянов и Иван Ангелов Чешалов, родом от с. Горно Церовене, Монтанско.
В настоящето от с. Живовци е останала частично запазена само църквата „Св. Възнесение“, но е опустошена понеже се намира под повърхността на изцяло залелия я язовир Огоста.

## Галерия
- Останки от църквата в с. Живовци
- Църква „Св. Възнесение“
- Църква „Св. Възнесение“
- Църква „Св. Възнесение“
- Църква „Св. Възнесение“
- Църква „Св. Възнесение“
- Църква „Св. Възнесение“